# Айтуган (Стерлібашевський район)
Айтуга́н (рос. Айтуган, башк. Айтуған) — село у складі Стерлібашевського району Башкортостану, Росія. Входить до складу Яшергановської сільської ради.
Населення — 230 особи (2010; 247 в 2002).
Національний склад:
- башкири — 70%
- татари — 29%